# 梅津八三
梅津 八三（うめづ はちぞう、1906年12月5日 - 1991年1月5日）は、日本の教育心理学者。東京大学文学部名誉教授。

## 来歴
岩手県花巻市生まれ。1931年東京帝国大学文学部心理学科卒。1952年盲聾教育研究会を設立、東大教養学部助教授、教授、1955年東大文学部心理学教授。1958年『心理学事典』の編纂で毎日出版文化賞受賞、1961年「盲ろう二重障害者の言語行動形成についての心理学的研究」で文学博士。1967年定年退官、関西大学教授、1971年国際基督教大学教授、1977年重複障害教育研究所理事長、勲三等旭日中綬章受章、1981年日本学士院会員。実験心理学を応用した障害者教育法を確立、山梨県立盲学校などで実践した。

## 著書
- 『野生児の問題』（三和書房、1968年）
- 『重複障害児との相互輔生: 行動体制と信号系活動』（東京大学出版会、1997年）ISBN 4130161032
- 『心理学 梅津八三の仕事』全3巻（春風社、2000年）ISBN 492114608X

## 論文
- 「描画作用の機能的考察」『心理学研究』 第6巻 4輯 1931
- 「盲人の心理」『岩波講座教育科学・第7冊』 岩波書店 1932
- 「海外に於ける盲人研究の近業」『教育』(岩波講座教育科学の附録) 第7号 1932
- 「盲児童の国語教育の諸問題」 千葉春雄編 『最近の心理学と国語教育の問題』 厚生閣 1932
- 「『触空間』研究について-長さの見積もりを中心にして-」『増田博士謝恩 最近心理学論文集』 岩波書店 1935
- 「触空間の吟味」『心理学研究』 第11巻 1輯 1936
- 「長さについて」『心理学研究』 第13巻 1輯 1938
- 「盲 (特殊教育 II) 」『現代心理学 11. 教育心理学 II 』 河出書房 1942
- 「現代心理学の理論と実際」 松本金寿編 『現代心理学と教育』 牧書店 1950
- 黒木総一郎と共著 「皮膚感覚及自己受容器系統知覚」 城戸・高木編 『実験心理学提要・第3巻』 岩波書店 1951
- 島津一夫と共著 「実体鏡による奥行知覚にあらわれる個人差」『千輪浩先生還暦記念論文集 最近心理学の諸問題』 東京大学・同記念事業委員会発行 1952
- 「先天性盲人の開眼手術後における視覚体験」『児童心理と精神衛生』 第2巻 4号 1952, NAID 40001600342
- 「盲」 肥田野直ほか編 『現代心理学大系 14. 特殊教育』 中山書店 1958
- 「盲聾二重障碍者における言語行動形成についての心理的研究」 学位論文 1961
- 「言語行動の系譜」『言語 (東京大学公開講座 9)』 東京大学出版会 1967
- 「野生児の問題」 関西大学文学部心理学研究室編 『現代心理学の歩み』 三和書房 1968
- 「盲ろう児の言語行動の形式」『言語の科学』 第2巻 1970
- 「重度・重複障碍者の教育のあり方」『特殊教育』 第4号 1974
- "Formation of verbal behavior of deaf-blind children" (Evening lecture), Prceeding in the 20th International Congress of Psychology, 1974
- 「心理学的行動図」『重複障害研究所紀要』 創刊号 1976
- 梅津八三, 「各種障害事例における自成信号系活動の促進と構成信号系活動の形成に関する研究」『教育心理学年報』 17巻 1978年 p.101-104,161, ISSN 0452-9650, doi:10.5926/arepj1962.17.0_101

- "The organization of behavior and sign system activity: The use of psychological assistance for the formation of verbal sign system of the deaf-blind ", Proceedings in the First International Congress for the Study of Child Language, 1980
- 「順応変換」『日本の心理学』 日本文化科学社 1982
- 鳥居修晃らと共著 「早期失明者の開眼手術後における信号系活動 (1)(2)(3)」『基礎心理学研究』 第8巻 - 12巻 1990 - 1993, (1) - doi:10.14947/psychono.KJ00004406176, (2) - doi:10.14947/psychono.KJ00004406260, (3) - doi:10.14947/psychono.KJ00004413108

## 参考
- デジタル版日本人名大事典
- 都留春夫, 「不断の科学者梅津八三先生」『国際基督教大学学報. I-A, 教育研究』 20巻 p.7-9 1977-03, NAID 120005416575
- 『日本心理学者事典』クレス出版、2003年、187頁。ISBN 4-87733-171-9。